# شهرک انقلاب (دزفول)
شهرک انقلاب  از توابع بخش مرکزی شهرستان دزفول در استان خوزستان ایران است. لهجه مردم این شهرک دزفولی است.

## جمعیت
این شهرک در بخش دهستان شمس‌آباد قرار دارد و بر اساس سرشماری مرکز آمار ایران در سال ۱۳۸۵، جمعیت آن ۲٬۵۱۵ نفر (۴۹۳ خانوار) بوده‌است.